# Modiolastrum australe
Modiolastrum australe är en malvaväxtart som beskrevs av Antonio Krapovickas. Modiolastrum australe ingår i släktet Modiolastrum och familjen malvaväxter. Inga underarter finns listade i Catalogue of Life.